# Томас Говард 3-й герцог Норфолкський
Томас Говард 3-й герцог Норфолк
(англ. Thomas Howard, 3rd Duke of Norfolk;
1473 — 25 серпня 1554) — англійський державний і військовий діяч, дядько двох жінок Генріха VIII — Анни Болейн та Катерина Говард, та батько поета Генріха, графа Суррея. Всі вони склали голови на
ешафоті, самого ж постарілого
Норфолка від смертної кари врятувала тільки передчасна смерть короля. Томас Говард був посвячений у Кавалери Ордену Підв'язки.